# Kościół św. Mikołaja w Witkowie
Kościół św. Mikołaja w Witkowie – kościół parafii rzymskokatolickiej w Witkowie, należącej do dekanatu witkowskiego w archidiecezji gnieźnieńskiej. Położony jest w centrum miasta, przy Starym Rynku, na niewielkim wzniesieniu w stosunku do płyty rynku.

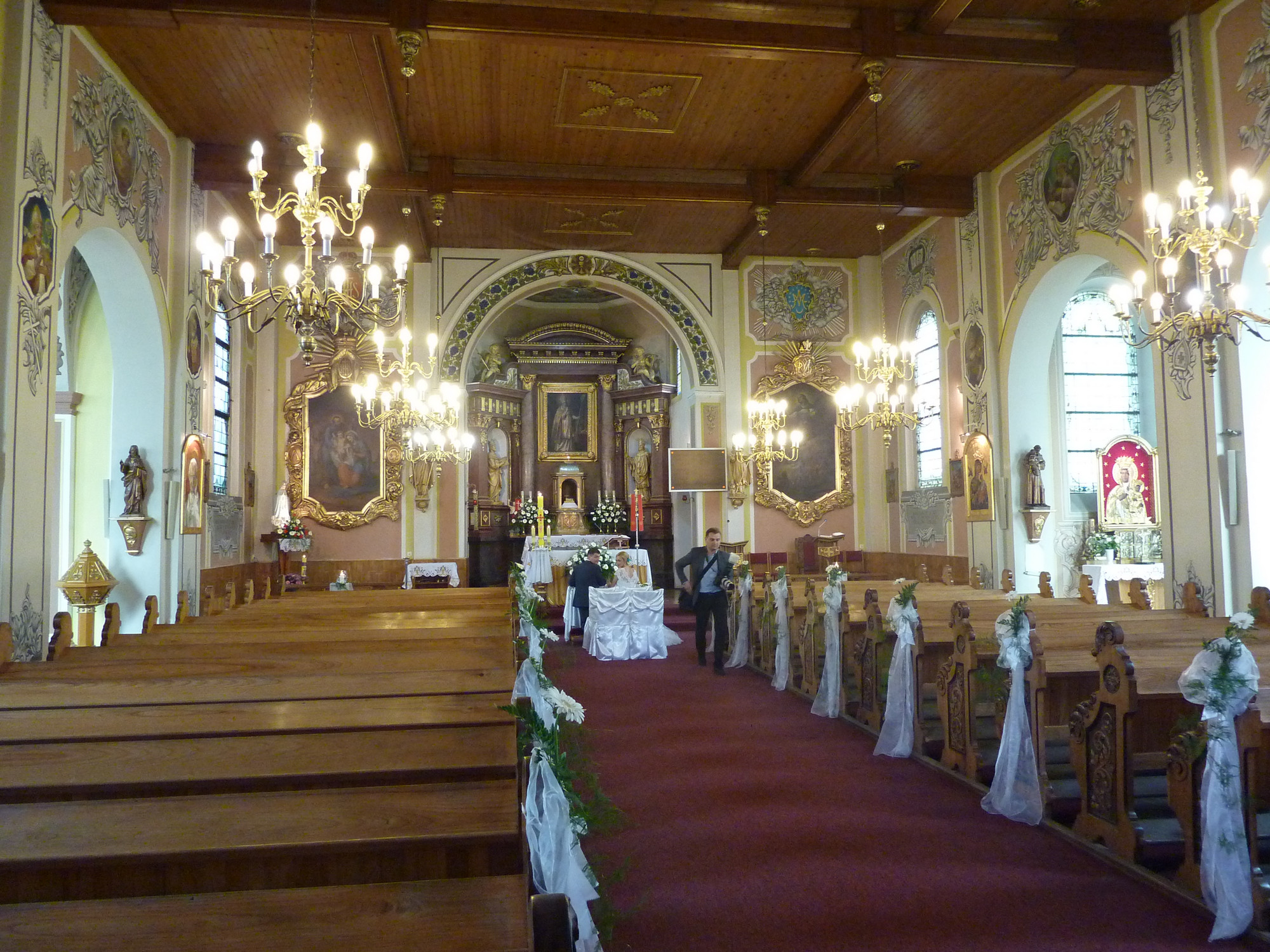
Wnętrze kościoła pw. św. Mikołaja w Witkowie

## Opis budowli
Murowany kościół zbudowany został około 1840 r. w stylu klasycystycznym. Wcześniej w tym miejscu istniały dwa kościoły drewniane. Do obecnego murowanego kościoła, pod koniec XIX wieku dobudowano kruchtę i wieżę. Hełm wieży jest stylizowany na hełm bazyliki prymasowskiej Wniebowzięcia Najświętszej Maryi Panny w Gnieźnie. W latach 1906–1907 dobudowano dwie kaplice: Matki Boskiej i Serca Pana Jezusa. Ołtarz główny neoklasycystyczny. W wyposażeniu świątyni znajdują się dwa zabytkowe kielichy: późnogotycki z 1561 r. i barokowy z połowy XVII wieku, oraz późnobarokowa monstrancja z 1718 roku. Polichromia wnętrza i ornamenty sgraffitowe pochodzą z 1954 roku. Są autorstwa Jerzego Hoppena i Leonarda Torwirta.

## Pomnik Jana Pawła II

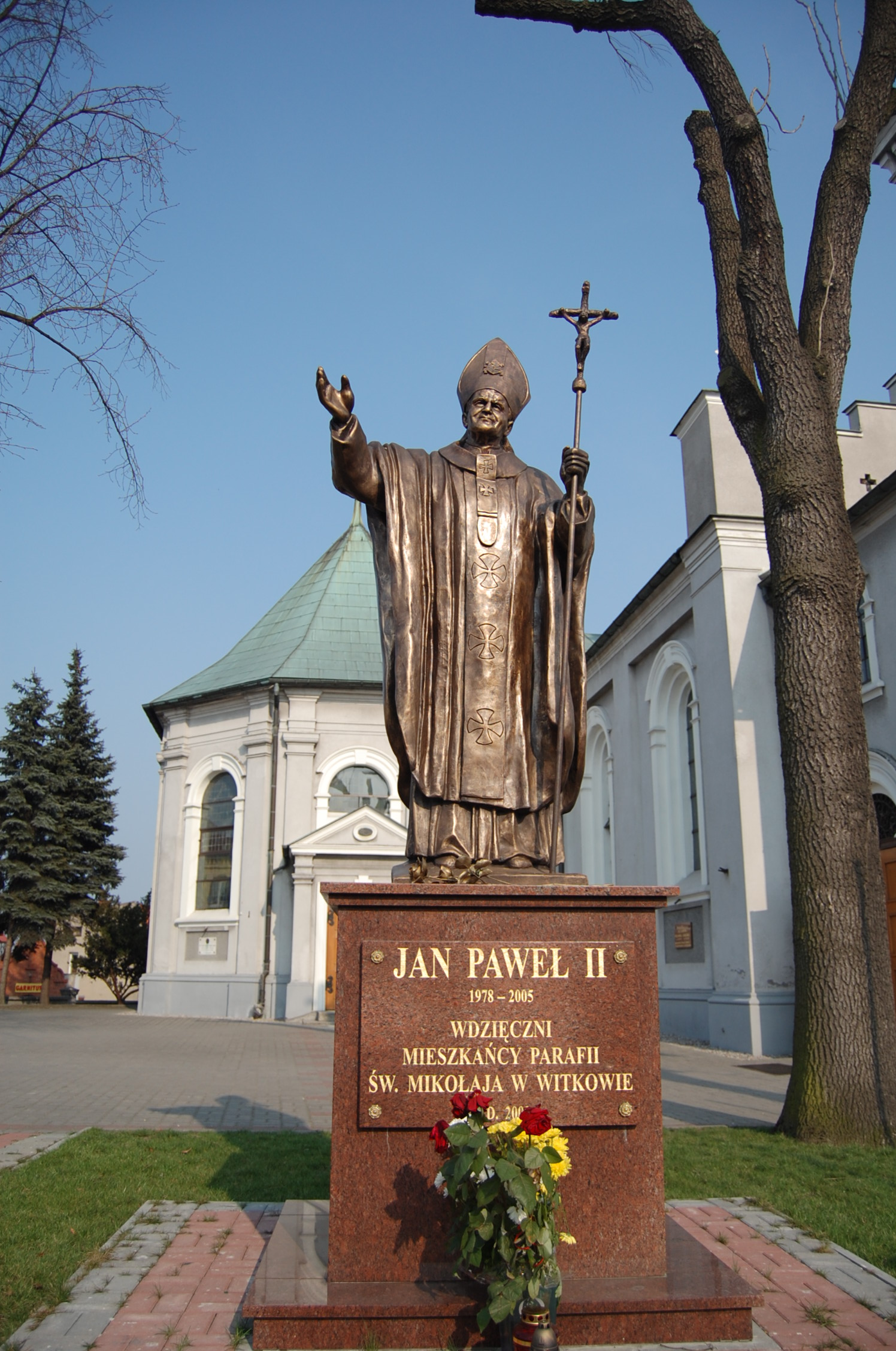
Pomnik Jana Pawła II w Witkowie

Na terenie przykościelnym zlokalizowany jest pomnik upamiętniający pontyfikat papieża Jana Pawła II. Został odsłonięty i poświęcony 2 kwietnia 2008, w 3 rocznicę śmierci papieża, przez arcybiskupa metropolitę gnieźnieńskiego Henryka Muszyńskiego.
Na półtorametrowym marmurowym cokole znajduje się metalowy posąg Jana Pawła II naturalnej wysokości w szatach liturgicznych, z mitrą na głowie i pastorałem w lewej ręce. Prawa ręka uniesiona. Do cokołu przymocowana jest czterema śrubami marmurowa płyta z napisem: JAN PAWEŁ II / 1978-2005 / WDZIĘCZNI / MIESZKAŃCY PARAFII / ŚW. MIKOŁAJA W WITKOWIE / A.D. 2008. W cokół wmurowana jest lista nazwisk parafian, którzy ufundowali pomnik.
W swojej formie pomnik jest podobny do kilku innych monumentów upamiętniających papieża m.in. zlokalizowanego na skwerze im. Jana Pawła II w Mrągowie, czy przed kościołem św. Ottona  w Słupsku.